# Lộc Sơn (thị trấn)
Lộc Sơn là một thị trấn thuộc huyện Phú Lộc, thành phố Huế, Việt Nam.

## Địa lý
Thị trấn Lộc Sơn có vị trí địa lý:
- Phía đông giáp xã Lộc An
- Phía tây và phía bắc giáp xã Lộc Bổn
- Phía nam giáp xã Xuân Lộc.

Thị trấn Lộc Sơn có diện tích 18,99 km², dân số năm 2023 là 8.593 người, mật độ dân số đạt 452 người/km².

## Hành chính
Thị trấn Lộc Sơn được chia thành 4 tổ dân phố: An Sơn, La Sơn, Vinh Sơn, Xuân Sơn.

## Lịch sử
Ngày 30 tháng 6 năm 1989, Quốc hội ban hành Nghị quyết về việc chia tỉnh Bình Trị Thiên thành tỉnh Quảng Bình, tỉnh Quảng Trị và tỉnh Thừa Thiên Huế. Theo đó, xã Lộc Sơn thuộc huyện Phú Lộc, tỉnh Thừa Thiên Huế.
Ngày 12 tháng 2 năm 2020, UBND tỉnh Thừa Thiên Huế ban hành Quyết định số 435/QĐ-UBND về việc công nhận xã Lộc Sơn đạt tiêu chí đô thị loại V.
Ngày 30 tháng 11 năm 2024:
- Quốc hội ban hành Nghị quyết số 175/2024/QH15[5] về việc thành lập thành phố Huế trực thuộc trung ương trên cơ sở toàn bộ diện tích và dân số tỉnh Thừa Thiên Huế.
- Ủy ban Thường vụ Quốc hội ban hành Nghị quyết số 1314/NQ-UBTVQH15[1] về việc sắp xếp đơn vị hành chính cấp huyện, cấp xã của thành phố Huế giai đoạn 2023 – 2025 (nghị quyết có hiệu lực từ ngày 1 tháng 1 năm 2025). Theo đó, thành lập thị trấn Lộc Sơn thuộc huyện Phú Lộc trên cơ sở toàn bộ 18,99 km² diện tích tự nhiên và quy mô dân số là 8.593 người của xã Lộc Sơn.